# Dekret des Themistokles

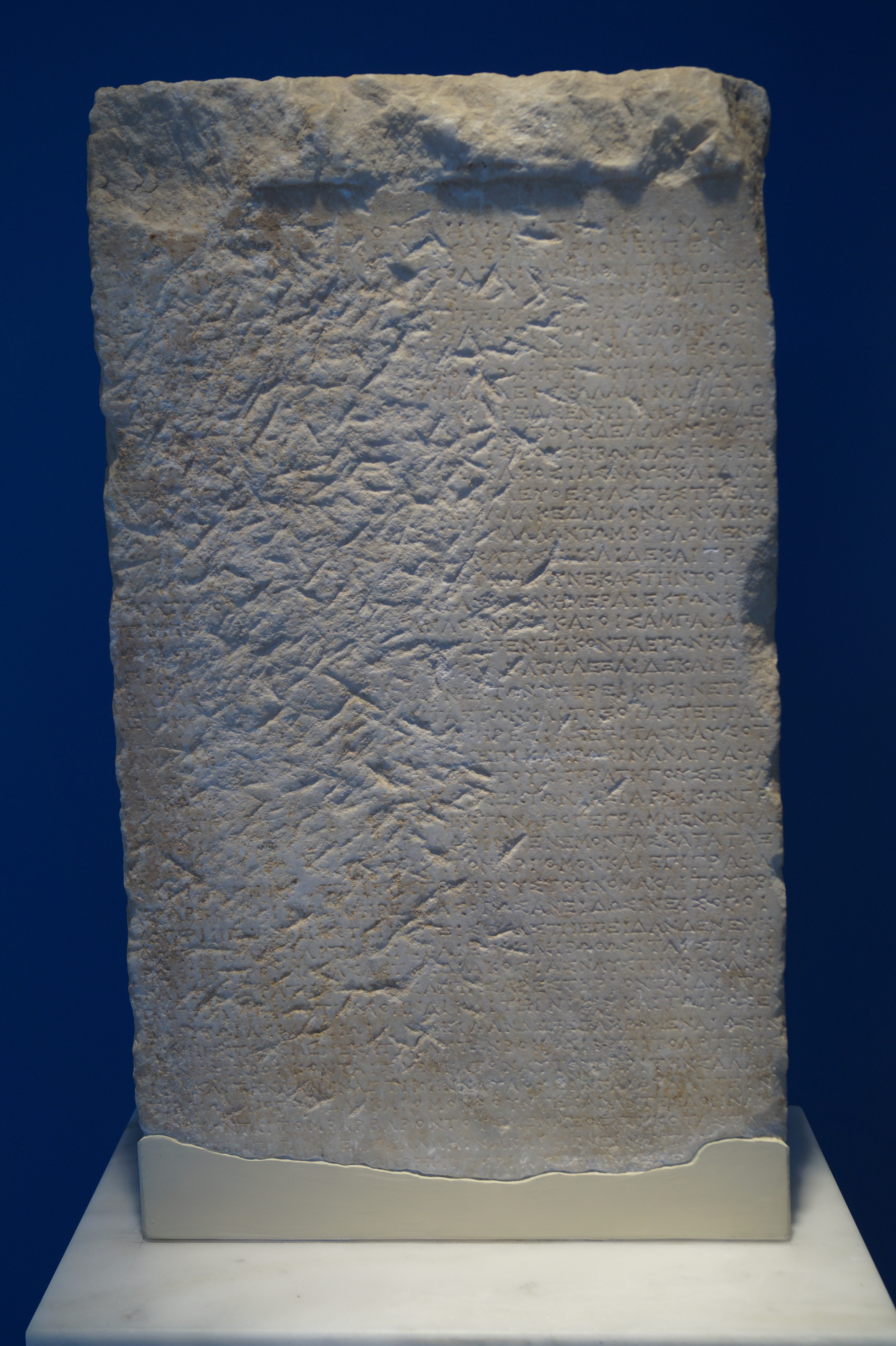
Dekret des Themistokles

Dekret des Themistokles oder Troizen-Inschrift ist eine Marmorstele, auf der ein Dekret der athenischen Bule aus dem Jahre 480 v. Chr. verzeichnet ist. Die Verordnung ging auf einen Antrag des Politikers Themistokles zurück und bezog sich auf die Evakuierung Athens während des zweiten Perserkriegs.

## Entdeckung
Christos Phourniados von Poros fand die Stele 1959 auf dem Grundstück von Anagyros Titires, einem Bewohner von Trizina, westlich des Dorfes. Vermutlich stammt die Inschrift aus dem Umfeld der Kirchenruine Agia Soteira. Hier fand Philippe-Ernest Legrand 1892 zahlreiche Inschriften, die er alle veröffentlichte. Da er das Dekret des Themistokles nicht erwähnte, geht man davon aus, dass diese Inschrift erst später entdeckt wurde. Man vermutet, dass bei der Kirchenruine der nördliche Teil der Agora der antiken Stadt Troizen lag. Pausanias berichtete, dass es hier neben dem Tempel des Apollo Thearios eine Säulenhalle gab, in der Marmorstatuen von Frauen und Kindern aufgestellt waren, um an die Evakuierung im Jahre 480 v. Chr. zu erinnern.
Im Sommer 1959 war die Stele in einem Kafenio in Trizina ausgestellt. Sie wurde jedoch schon bald ins alte Schulhaus und schließlich im Juni 1960 ins Epigraphische Museum in Athen verbracht, wo sie heute unter der Inventarnummer EM 13330 ausgestellt ist. Im Supplementum Epigraphicum Graecum wird sie als SEG 22:274 geführt. Im Archäologischen Museum von Poros ist ein Abklatsch der Inschrift ausgestellt. Der Epigraphiker Michael H. Jameson untersuchte 1959 und 1960 die Inschrift, kopierte den Text, rekonstruierte den beschädigten Teil und übersetzte ihn.

## Beschreibung
Die Marmorstele hat eine Höhe von 0,595 m. Die Breite nimmt von unten nach oben von 0,375 m auf 0,34 m ab. Auch die Dicke nimmt nach oben hin von 8,5 cm auf 6,5 cm ab. Am oberen Rand hat die Stele einen beschädigten Zierrand, ein sogenanntes Kymation, mit einer Höhe von 5,5 cm.
Der Stein ist links etwas abgenutzt, rechts sind teilweise die Kanten abgeschlagen und die Oberfläche im linken Bereich stark beschädigt. Michael H. Jameson ergänzte oben eine Zeile, von der heute nichts mehr erkennbar ist. Die Zeichen waren in den Zeilen 2 und 3 mit 7–9 mm etwas größer als in den folgenden Zeilen 4 bis 48. Hier betrug die Zeichenhöhe nur etwa 5–7 mm.
Da die Zeilen 4 bis 48 in Stoichedon mit 42 Zeichen pro Zeile geschrieben waren, konnte leicht ermittelt werden, wie viele Zeichen an beschädigten Stellen einst eingraviert waren. Dies erleichterte die Rekonstruktion des beschädigten Teils. Es gab jedoch auch Abweichungen von der allgemeinen Zeichenanordnung. So verfügten die Zeilen 38–41 über 43 Zeichen, Zeile 13 und 33 hatten ein zusätzliches „Ι“ am Zeilenende, in Zeile 16 teilten sich die Zeichengruppe „ΙΚ“ den vorletzten Platz der Zeile und in Zeile 44 steht hinter „ΙΟ“, die sich den letzten Platz der Zeile teilen, ein zusätzliches „Ι“. Die von Jameson vorgenommene Ergänzung des beschädigten Texts in Zeile 46 führt auch zu einem zusätzlichen „Ι“ am Ende der Zeile. Zum Teil sind schwache Hilfslinien auf der Stele zu erkennen wie zum Beispiel zwischen Zeile 18 und 19.

## Übersetzung
Götter,
dies wurde beschlossen durch die Boule und das Volk. Themistokles, der Sohn des Neokles aus Phrearrhioi stellte den Antrag, die Stadt der Athena, der Beschützerin Athens, und den anderen Göttern anzuvertrauen. Sie alle mögen im Namen des Staates uns gegen die Barbaren behüten und verteidigen.
Alle Athener und die Fremden, die in Athen leben, sollen ihre Kinder und Frauen nach Troizen bringen in die Obhut des Theseus, des Ahnherrn der Stadt. Die Alten und das Hab und Gut soll nach Salamis gebracht werden. Die Schatzmeister und die Priesterinnen sollen hingegen auf der Akropolis bleiben, um den Besitz der Götter zu bewachen.
Alle anderen Athener und die Fremden, die volle Manneskraft besitzen sollen in die bereit gehaltenen zweihundert Schiffe steigen und die Barbaren im Namen der Freiheit, ihrer eigenen und aller Griechen, wie die Lakedaimonier und Korinther und Aiginetten und die anderen, die wünschen an der Gefahr teilzunehmen, abwehren. Ernannt werden auch 200 Trierarchen, jeweils einer pro Schiff durch die Strategoi beginnend am morgigen Tag aus denen, die über als Athener vom Vater vererbten Grundbesitz verfügen und leibliche Kinder haben, sie sollen nicht älter sein als 50 Jahre und sollen durch das Los dem Schiff zugeteilt werden. Es sollen auch 20 (nach anderer Ergänzung: zehn) Seesoldaten pro Schiff ausgewählt, aus jenen, die vornehmlich zwischen 20 und 30 Jahre alt sind, und auch vier Bogenschützen. Das Aufteilen auch der anderen Matrosen auf die Schiffe soll wie die Trierarche durch das Los geschehen. Eine Niederschrift auch der Schiffsbesatzung durch die Strategoi auf den Aushangtafeln mit den Athenern von der geschriebenen Bürgerlosungsliste zusammen mit den Fremden, die durch den Polemarch registriert wurden. Sie sollen alle nach zweihundert  gleich großen Abteilungen verzeichnen und über jede Zuordnung  den Namen der Triere und sein Trierarch und seiner Matrosen schreiben, damit man ersehen kann, welche Triere jede Abteilung besteigen soll.
Sobald die Verteilung auf alle Abteilungen und diese alle durch das Los auf die Trieren abgeschlossen ist, sollen alle 200 Schiffe auf den Befehl der Boule und der Strategoi bemannt werden, nachdem dem Zeus Pagkrates (Allmächtiger), der Athena, der Nike und dem Poseidon Asphaleios (Beschützer) geopfert hat. Nachdem die Besetzung der Schiffe vollendet ist, sollen 100 von ihnen bei Artemision auf Euböa unterstützen und die anderen 100 sollen vor Salamis und dem restlichen Attika ankern und das Gebiet überwachen. Damit Eintracht unter den Athenern herrscht bei der Abwehr der Barbaren werden jene, die für zehn Jahre verbannt wurden, nach Salamis entsendet und bleiben dort, bis das Volk einen Beschluss über sie fasst. Jene, die ihrer bürgerlichen Rechte beraubt wurden ...

## Datierung
Während sich der Text auf die Geschehnisse im Jahre 480 v. Chr. bezieht, scheint die Stele aus einer jüngeren Zeit zu stammen.
Anhand der Form der Schriftzeichen lässt sich der Text ins späte 4. oder Anfang des 3. Jahrhunderts v. Chr. datieren. Kennzeichnend für diese Zeit sind, dass Theta, Omikron und Omega klein geschrieben wurden. Weitere Anzeichen liefern der verkürzte Mittelstrich des Epsilons, dass Phi und Psi etwas kleiner geschrieben wurden und dass die Enden von Strichen etwas verdickt sind.
Die Orthographie, die sich über die Zeit wandelte, verweist auch auf diese Zeit. Auch die Angabe des Patronyms und des Demos erfolgte erst ab dem 4. Jahrhundert v. Chr.

## Historische Einordnung
480 v. Chr. schickte Xerxes I. sich an, Griechenland zu erobern. Athen schickte Boten zum Orakel von Delphi, um zu fragen, was zu tun sei. Die Pythia verkündete, dass Athen den Persern nicht standhalten könne und fliehen solle. Die Boten waren mit dem  Orakel nicht zufrieden und sagten, sie würden Delphi nicht verlassen, wenn sie kein besseres erhielten. Daraufhin sagte die Pythia nur, die „hölzerne Mauer“ werde den Persern Einhalt gebieten, aber zu Land werde man sie nicht besiegen. Bei Salamis werde es zu einer Entscheidungsschlacht kommen.
Themistokles erklärte den Orakelspruch so, dass mit der „hölzernen Mauer“ die Flotte der Athener gemeint sei, und man werde bei einer Seeschlacht vor Salamis die Persische Flotte schlagen. Diese Erklärung gefiel den Athenern. Aus diesem Grund scheint man dem Rat des Themistokles, wie man weiter vorgehen solle, gefolgt zu sein.
Historiker, die das Dekret des Themistokles für authentisch halten, gehen davon aus, dass man schon vor der Schlacht bei den Thermopylen den Entschluss gefasst habe, Athen zu evakuieren.
Die meisten Historiker vermuten jedoch, dass der Text erst Ende des 4. oder Anfang des 3. Jahrhunderts v. Chr. entstand. Möglicherweise entspricht er nicht einem Ratsbeschluss, sondern es wurden mehrere Beschlüsse in einem Text zusammengeführt. Auch Jameson vermutete, dass es sich nicht um eine troizenische Kopie eines Beschlusses, sondern um eine attische Inschrift handelte, mit der ein politischer Zweck verfolgt wurde. So sollen pro-athenische Demokraten aus Troizen  338 v. Chr. nach der Schlacht von Chaironeia nach Athen geflohen sein. Als sie nach 330 v. Chr. nach Troizen zurückkehrten, sollen sie die Inschrift aufgestellt haben. Diese Inschrift sollte nicht nur die Verbundenheit mit Athen aufzeigen, sondern auch in Erinnerung an den Widerstand gegen die Perser zum Kampf gegen die makedonische Vormachtstellung aufrufen. Auch Klaus Bringmann glaubt, dass es sich bei der Troizen-Inschrift um eine athenische Fälschung im Angesicht der makedonischen Bedrohung handelt.
Andere Historiker verlegen die Entstehung des Textes in die Zeit des Chremonideischen Krieges, als Athen sich gegen die makedonisch-antigonidische Hegemonie erhob.